# Manilva
Manilva é um município da Espanha na província de Málaga, comunidade autónoma da Andaluzia, de área 35 km² com população de 13500 habitantes (2004) e densidade populacional de 233,24 hab/km².

## Demografia
| Variação demográfica do município entre 1991 e 2004 | Variação demográfica do município entre 1991 e 2004 | Variação demográfica do município entre 1991 e 2004 | Variação demográfica do município entre 1991 e 2004 |
| --------------------------------------------------- | --------------------------------------------------- | --------------------------------------------------- | --------------------------------------------------- |
| 1991                                                | 1996                                                | 2001                                                | 2004                                                |
| 4824                                                | 5131                                                | 6303                                                | 8245                                                |